# Cầu General Stefan "Grot" Rowecki

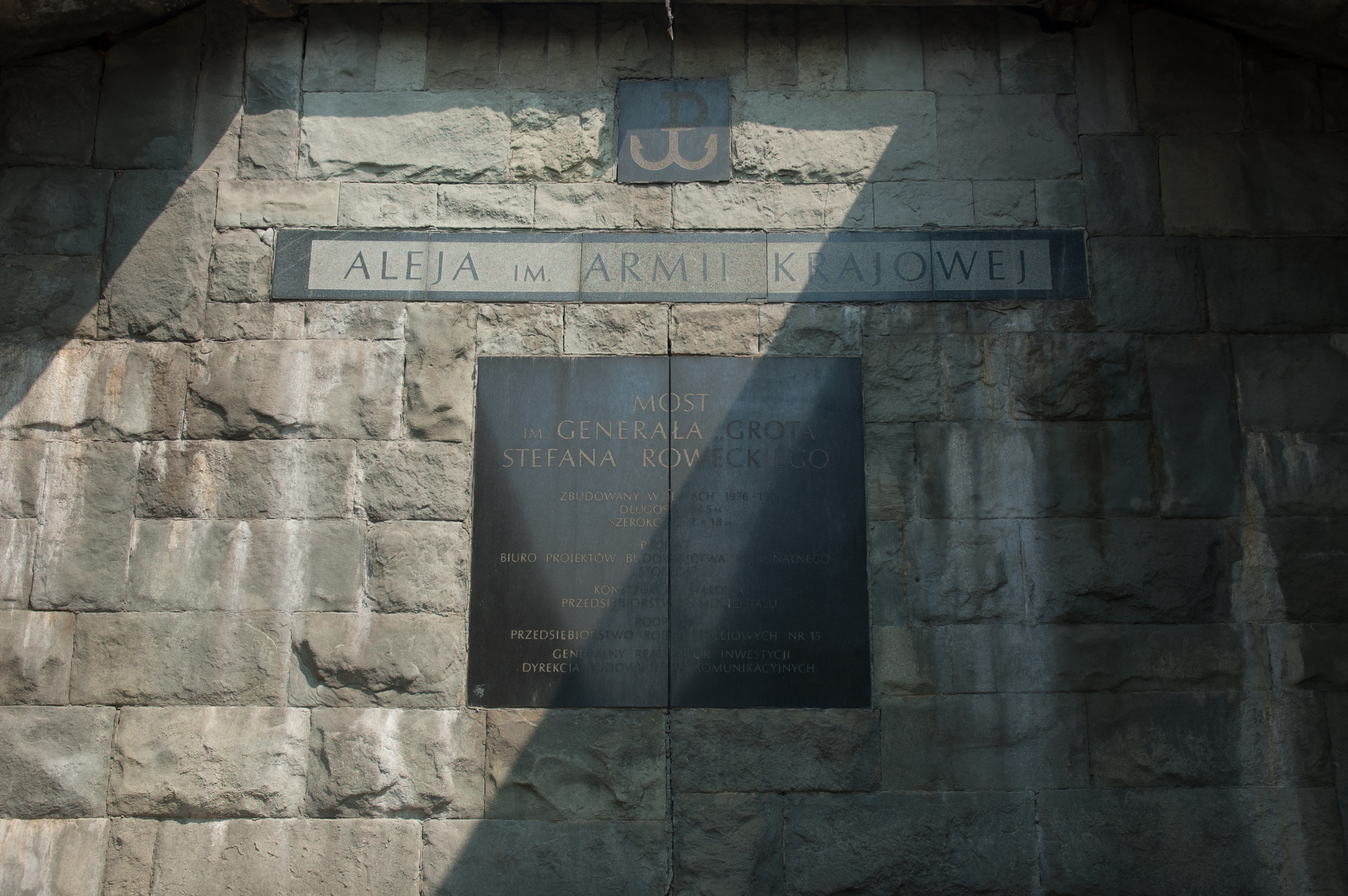
Bảng cống hiến

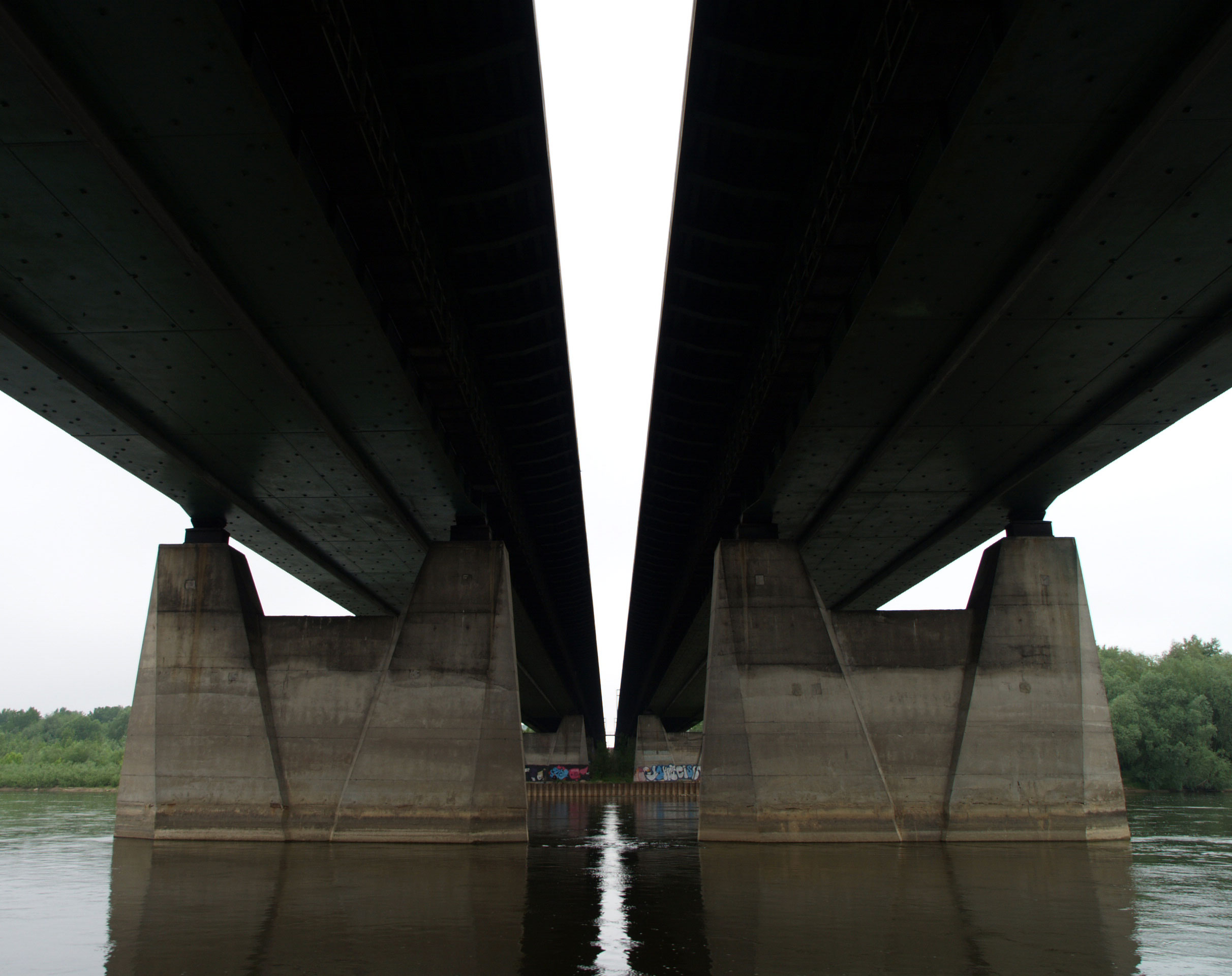
Kết cấu của cây cầu

Cầu General Stefan "Grot" Rowecki (đôi khi được gọi là Cầu Toruń, Cầu Grot-Roweckiego hoặc Cầu Grot) là một cây cầu bắc qua sông Vistula ở Warsaw. Cây cầu được xây dựng từ năm 1977 đến năm 1981 như là một phần của tuyến đường chính Trasa Toru thoroughfare của Przingsiębiorstwo Robót Kolejowych số 15 (trụ cầu và các đường ống) và Mostostal (cấu trúc hỗ trợ và các đường ống). Hiện tại, nó cũng là một phần của tuyến đường S8 dự kiến của Warsaw.

## Lịch sử
Kế hoạch đầu tiên cho cây cầu là từ những năm 1960. Ban đầu nó được lên kế hoạch như một cây cầu treo với hai giá treo. Thiết kế đã được thay đổi vì lý do kinh phí. Thiết kế cuối cùng được thiết kế bởi một nhóm các kỹ sư tại văn phòng thiết kế "Stolica" dưới sự chỉ đạo của Witold Witkowski.
Cây cầu được dành riêng và đã khai trương vào ngày 28/11/1981. Sự kiện này nằm trong thời gian hoạt động của phong trào "Đoàn kết". Như một sự nhượng bộ từ nhà nước, cây cầu được đặt theo tên của vị tướng thời chiến tranh Stefan Rowecki (có bút danh là "Grot"), một sự kiện phi thường ở đất nước cộng sản lúc bấy giờ. Sự cống hiến của cây cầu biến thành một cuộc biểu tình lớn của các cựu chiến binh quân đội và phe đối lập dân chủ.

## Miêu tả
Bên cạnh cầu Siekierkowski, cầu General Stefan "Grot" Rowecki là một trong những cây cầu lớn nhất ở Warsaw và là một trong những cầu đông đúc nhất. Cây cầu dài 645 mét và nó bao gồm hai phần độc lập về cấu trúc, mỗi phần hiện có bốn làn xe.
Cây cầu gần như không thể dành cho người đi bộ và người đi xe đạp. Nó có hai hành lang, nhưng chúng rất hẹp và cản trở việc đi lại của xe đạp. Vỉa hè được ngăn cách với lòng đường bằng hàng rào giao thông.

## Xây dựng lại đường cao tốc S8
Vào tháng 9 năm 2009, GDDKiA đã bắt đầu xây dựng lại Trasa Toruńska, cùng với cây cầu, để trở thành đường cao tốc, mở rộng cây cầu thành mười làn (mỗi hướng năm làn). Sau khi hoàn thành việc tái thiết và xây dựng một liên kết giữa đường Konotopa và Powązkowska, toàn bộ tuyến đường sẽ tạo thành một phần của đường cao tốc S8.
Dự án này đã được lên kế hoạch từ năm 2008 đến năm 2010, nhưng các vấn đề của thành phố cùng với việc xây dựng cầu Maria Skłodowska-Curie mới đã gây ra sự chậm trễ đầu tư vì thiếu các tuyến đường thay thế trong quá trình xây dựng lại cây cầu.
Hợp đồng tái thiết cuối cùng đã được ký vào tháng 7 năm 2013 và công việc kết thúc bàn giao vào tháng 10 năm 2015 và cây cầu đã mở cửa trở lại.